# Държавна сигурност
Вижте пояснителната страница за други значения на Държавна сигурност.
ДС пренасочва насам.  За други значения вижте ДС (пояснение).
Държавна сигурност (ДС) е бивша българска тайна служба за разузнаване и контраразузнаване, активна в периода 1925 – 1990 г. Тя е основната репресивна структура, на която се крепи режима на Борис III и тоталитарният на Българската комунистическа партия от края на 40-те години на XX век. По своите функции, организация и начин на работа Държавна сигурност следва след 1944 г. отблизо модела на съветските служби за сигурност.
Началото на службата бележи създадения през 1925 г. „Отдел Държавна сигурност“ при полицията, а след преминаването на властта в ръцете на ОФ през 1944 г. службата преминава към новосъздадената милиция (ДНМ) и търпи редица преобразувания. Тогава Държавна сигурност значително разширява обсега на своята дейност, а похватите и методите на работа, които прилага на практика, превръщат ДС в репресивния орган на управлението в Народна република България през този период. През 1990 г., непосредствено след промените от 10 ноември 1989 г., ДС бива преструктурирана и разделена в няколко служби, повечето от които впоследствие формират ДАНС (Държавна агенция за национална сигурност). На 29 януари 1990 г. Ген.-полк. Атанас Семерджиев утвърждава докладна записка с рег. № IV-68, с която дава ход на „прочистването“ (незаконното унищожаване) на архивните дела. Макар и да няма точни данни за унищожените материали, според единствената ревизия, правена от дирекция „Информация и архив“ в МВР през 1994 г., в резултат на засекретената операция от 1990 г. се предполага, че са унищожени около 40% от архивните дела в ДС.
Въпреки реорганизирането на Държавна сигурност в началото на 1990 година, тя продължава да оказва влияние върху обществения живот и през следващите десетилетия. Създадените на нейна основа служби за сигурност до голяма степен запазват както кадрите, така и институционалната култура на Държавна сигурност. В още по-голяма степен тя играе ключова роля в Прехода, като нейни служители и агентурен апарат образуват мрежа от връзки, определяна като „хищнически елит“, паразитиращ върху държавните ресурси. Важна роля в този процес играят структурите на Държавна сигурност, отговорни за полулегалната контрабанда на режима (т.нар. „скрит транзит“), които през 90-те години продължават своята дейност, достигнала огромни размери при Ембаргото срещу Югославия.

## История

### Преди Деветосептемврийския преврат
Преди налагането на социалистическия режим през 1944 г. службите за сигурност в България, както в повечето европейски страни, са с относително ограничен размер и мащаб на дейността. Първата подобна институция за военно разузнаване в страната е създаденото през 1891 г. към Канцеларията на Министерството на войната − специално звено за обработване на разузнавателната информация, получавана от българските дипломатически мисии в чужбина. В началото „Учебното бюро“, както се е наричало първоначално звеното, само обработва информацията от дипломатическите мисии и едва десетилетие по-късно започва да изпраща там специализирани сътрудници. През 1908 година то е преименувано на Разузнавателна секция към Генералния щаб на армията. През 1915 г. е поставено началото на военното контраразузнаване със създаването на „Служба по безопасността на народната отбрана“ към Щаба на армията. След Първата световна война тези две служби са обединени, като на контраразузнаването е възложена и борбата с комунистическата пропаганда в армията.
През 1907 г., съгласно Закона за столичната полиция, е създаден отдел „Обществена безопасност“, а през 1919 г. се преструктурира като самостоятелно отделение. Освен контраразузнавателните функции, Обществената безопасност има за задача да контролира дейността на крайната левица, която след Деветоюнския преврат от 1923 г. все по-често прибягва до въоръжено насилие.
През 1925 г. „Обществена безопасност“ е преобразувана в отдел „Държавна сигурност“ към Дирекцията на полицията, който първоначално има две отделения – за вътрешна и външна сигурност. Броят на отделенията е увеличен на четири със Закона за държавната полиция от 1937 г., а в началото на 1944 г. те вече са пет. Въпреки това численият състав на службата е незначителен в сравнение с този през следващите десетилетия. През 1944 г. броят на служителите и агентурата на Държавна сигурност е около 1600 души, а в централното управление работят 76 души, включително административния състав.

### Ранен период на комунистическите служби за сигурност
След Деветосептемврийския преврат от 1944 година БРП/к получава три министерства в правителството на Кимон Георгиев – едно от тях, на което комунистите особено държат, е Министерството на вътрешните работи (МВР), а за негов титуляр е избран Антон Югов. На следващия ден, 10 септември 1944 г., с постановление № 1 на правителството на ОФ е създадена „Народна милиция“, подчинена на МВР. Разпуснати са всички областни дирекции и околийски управления на МВР, уволнени са всички полицейски началници и 30 000 служители. В редовете на Народната милиция се назначават бивши партизани, политзатворници и кадри, предани на БРП/к. Със създаването на униформената милиция съществуващият отдел „Държавна сигурност“ става част от Дирекцията на народната милиция (ДНМ) и е оглавена от комунистическия активист Димо Дичев.
Държавна сигурност се включва активно в налагането на тоталитарния режим – в първата вълна от насилия след преврата, репресиите по време на т.нар. „Народен съд“, ликвидирането на опозиционните партии, вътрешнопартийните чистки в БКП. Службата организира въдворяването в изградената по това време система от концлагери.
Успоредно с това службата обединява в структурата си разнообразни функции – събиране на разузнавателна информация за висшето политически ръководство на страната, охрана и обслужване на членовете на Политбюро, ЦК на БКП, Секретаря на БЗНС и Секретарите на Постоянното присъствие на БЗНС (съюзник на БКП в управлението на страната) и Правителството (Премиер, първи вицепремиери, вицепремиери и министри) и борба с „контрареволюционните елементи“ в страната и извън нея.
Следвайки съветския модел, още през 40-те години БКП превръща Държавна сигурност в основната репресивна структура на режима. През 1947 година тя е обособена от милицията в самостоятелна дирекция, начело на която застава Руси Христозов. През 1948 година щатът на структурата е увеличен от 2402 на 2651 души, през 1949 година той става 3614 души. Въпреки привилегиите, с които се ползват служителите на Държавна сигурност, службата има лоша репутация и над 400 щатни бройки са незаети, което принуждава правителството да повиши още заплащането. По това време числеността на агентурата на Държавна сигурност е около 20 хиляди души.
През 1950 г., когато начело на БКП застава Вълко Червенков, Държавна сигурност е обособена като самостоятелен институт в системата на МВР. Новият партиен лидер иска от новосъздадената институция да бъде „очите и ушите“ на партията. В този период в структурното развитие ДС започва да следва неизменно съветския модел. Оформени са основните управления на ДС, както и нейните самостоятелни отдели. Със заповед № 12798 от 17 ноември 1950 г. на вътрешния министър Руси Христозов се въвеждат военни чинове за служителите на службата, като присвояването им трябва да завърши до 9 септември 1951 г.
През 1950 година щатът на Държавна сигурност отново е рязко увеличен, достигайки 6078 души, а през следващата година – 6923 души. Същевременно числеността на агентурата остава около 20 хиляди души, като работата и се отчита като незадоволителна – малко са секретните сътрудници в т. нар. „вражеска среда“ и нерядко такива сътрудници преминават в нелегалност, издават информация извън службата или бягат извън страната.

### Относително отслабване
През 1954 година, след смъртта на Йосиф Сталин и последвалите я политически промени в Съветския съюз и България, организацията на работа на Държавна сигурност е сериозно реформирана. Създадени са нормативни документи, които да регламентират нейната дейност, службата е поставена под по-строг контрол от апарата на БКП и е изолирана от политическите борби вътре в партията, преките насилствени методи са ограничени за сметка на агентурната работа.
Този нов статут на Държавна сигурност се оформя окончателно към 1962 година, когато тя придобива сравнително устойчива структура, запазила се в общи линии до падането на режима. През 1962 година е утвърдена нова структура на МВР, разграничаваща в него две основни служби – Народна милиция и Държавна сигурност, а през следващата година Дирекция „Държавна сигурност“ става Комитет за държавна сигурност, оглавяван от първия заместник-министър на вътрешните работи. Пръв председател на КДС при МВР става Ангел Солаков, а за първи заместник-председател е назначен Мирчо Спасов. За кратко през 1965 – 1968 година КДС е на пряко подчинение на Министерския съвет.

### Възстановяване на политическото влияние
През 1967 г. в структурата на КДС е създадено Шесто управление „За борба с идеологическите диверсии и противодържавните прояви“, с което се поставя началото на ново засилване на влиянието на Държавна сигурност. Това управление ще бъде и първото разформировано през 1990 година.
„На 20 февруари 1969 г. с указ на Президиума на Народното събрание под №183, Министерството на вътрешните работи и Държавна сигурност се преименуват на Министерство на вътрешните работи“. 

С този указ Държавна сигурност отново става част от МВР.
Въз основа на заповед на министъра на вътрешните работи „За организационни и структурни промени в МВР“ от 1.XII.1969 г.:
- Управление I-ДС е трансформирано в „Първо главно управление – ДС“
- Управление II-ДС е трансформирано във „Второ главно управление – ДС“

На 3.III.1974 г. Политбюро на ЦК на БКП излиза с Решение „Б“ № 4 за одобряване на:
„Основни положения за указ за Държавна сигурност“ и секретни „Основни положения за указ за Държавна сигурност“.
С решението е узаконена пряката подчиненост на ДС на Тодор Живков с формулировката, че „Държавна сигурност осъществява своята дейност под ръководството и контрола на Централния комитет на БКП, респективно на Политбюро и първия секретар на ЦК на БКП“.

Това е документът, по който Държавна сигурност работи до трансформирането ѝ в нови специални служби през 1990 година.
През 1986 г. на базата на създаденото във ВГУ-ДС „Икономическо“ управление е създадено Четвърто (икономическо) управление на ДС на мястото на Четвърто „Техническо“ управление. В този вид структурата на Държавна сигурност се запазва до 1990 година.
За разлика от останалите източноевропейски страни, в които през 80-те години режимите обмислят реформиране на политическата полиция или дори ограничават дейността ѝ по финансови съображения, по това време в България Държавна сигурност се разраства, като за пръв път от десетилетия са ѝ възложени реални репресивни задачи около т.нар. „Възродителен процес“.

### Преструктуриране на Държавна сигурност през 1990
Непосредствено след отстраняването на диктатора Тодор Живков през ноември 1989 година новото ръководство на комунистическия режим обявява плановете си за преобразуване на Държавна сигурност като част от „дълбоко съкращаване и всеобхватна реорганизация на органите на МВР“. След няколко седмици на вътрешни и публични дискусии, на 5 януари 1990 година е закрито най-компрометираното Шесто управление, като служителите му остават на работа в МВР и впоследствие повечето от тези, които не са пенсионирани, са назначени в създадената на 26 януари от Второ главно и Четвърто управление Национална служба за защита на конституцията (в основата на днешната Държавна агенция „Национална сигурност“, ДАНС).
На 2 февруари Управлението за безопасност и охрана става Служба за охрана (днес Национална служба за охрана), а на 5 февруари Първо главно управление става Национална разузнавателна служба (днес Държавна агенция „Разузнаване“), като двете служби са извадени от състава на МВР и подчинени пряко на Държавния съвет, а по-късно на Президента. На 7 март военното контраразузнаване е прехвърлено на подчинение на Министерството на народната отбрана (до 2008 година, когато е върнато в ДАНС). Другите по-малко подразделения на Държаван сигурност също са обособени в самостоятелни служби, сред които Служба за оперативно-техническа информация (днес Държавна агенция „Технически операции“) и Служба „Защита на средствата за връзка“ (днес върната в ДАНС). Така към март 1990 година Държавна сигурност на практика престава да съществува, макар указът, уреждащ дейността ѝ да остава в сила до юли 1991 година.

## Структура на Държавна сигурност

#### Външнополитическо разузнаване
С външното или задгранично разузнаване, в НРБ е натоварена отделна служба в рамките на Държавна сигурност – през 1947 – 1950 година Трети отдел, през 1950 – 1969 година Първо управление, а след 1969 година – Първо главно управление. Успоредно с него действа и подчинено на военното министерство Разузнавателно управление на Министерството на народната отбрана.
Външнополитическото разузнаване е създадено по съветски образец през 1947 година, като основна роля за неговото изграждане изиграва съветския офицер от български произход Христо Боев. След разформироването на Държавна сигурност в началото на 1990 година, Първо главно управление е обособено в самостоятелна Национална разузнавателна служба (днес Държавна агенция „Разузнаване“).
През 80-те години Управлението за научно-техническо разузнаване (УНТР) се занимава и с промишлен шпионаж, като придобива ембаргови образци или технологии, които да бъдат копирани или възпроизведени. Такива образци са ползвани например в производството на компютри, както и във фармацията. Разузнаването използва за прикритие външнотърговските организации и задграничните им дружества, а има и свои фирми.
Специален отдел на УНТР ръководи секретните проекти „Нева“ (за изграждането на завод за производство на дискове в СССР) и „Монблан“ (за завладяване на западни пазари).

#### Контраразузнаване
През април 1952 г. министърът на вътрешните работи Руси Христозов утвърждава създаването на ІІ управление (контраразузне) на Държавна сигурност, което по-късно през 1969 г. става Второ главно управление.
Второ управление на Държавна сигурност се занимава с контраразузнаването извън армията. До началото на 50-те години дейността му е сравнително ограничена и се концентрира основно върху чуждите дипломати в страната. След това то бързо се разраства, като му е възложен надзора на политически неблагонадеждни групи – духовенството, младежта, интелигенцията, пътуващите в чужбина спортисти. То изгражда своя агентурна мрежа, обхващаща предприятията в цялата страна. През 1967 г. от Второ управление е отделено Шесто управление (политическа полиция) и дейността му отново е ограничена до външното контраразузнаване.
През 1969 г. контраразузнаването получава статут на главно управление. През 70-те и 80-те години то се занимава основно с контрол на чуждите дипломати в страната, като прерогативите му за надзор на емиграцията постепенно са иззети от Първо главно управление. През 1986 г. от Второ главно управление е отделено Четвърто управление (Управление за контраразузнавателно обслужване на икономиката). С разделянето на Държавна сигурност през 1990 г. управлението е преобразувано в Национална служба Сигурност, а от 2008 г. влято в Държавна агенция „Национална сигурност“.

#### Военно контраразузнаване
Военното контраразузнаване (ВКР) първоначално не е част от Държавна сигурност, а е подчинено на Разузнавателния отдел при Министерството на войната. След Деветосептемврийския преврат от 1944 г. на него е възложено прочистването на армията от противници на режима, но според ръководството на БРПк първоначално то трудно се справя с тази задача. След отстраняването на военния министър Дамян Велчев през 1946 г. и поставянето на министерството под контрола на комунистите дейността му се активизира и то играе важна роля в чистките в армията и няколкото монтирани политически процеса срещу висши офицери.
През 1950 г. военното контраразузнаване е прехвърлено към Министерството на вътрешните работи като Отдел X на Държавна сигурност. По това време то има няколко подразделения, отговорни за различни части от армията – Генералния щаб, Кабинета на министъра, тила, Първа, Втора и Трета армия, Танковата дивизия, Военноморските сили. През следващите десетилетия структурата на военното контраразузнаване продължава да следва тази на самата армия. През 1951 г. Отдел X е разширен в Управление „Военно контраразузнаване“, през 1962 г. наречено Трето управление.
Основната задача на военното контраразузнаване е до осигурява политическата лоялност на армията спрямо комунистическия режим. По тази причина то остава обособено от структурите на Българската армия, като тази организация цели независимост и взаимен контрол между силовите ведомства в страната.
Ръководители на военното контраразузнаване последователно са Васил Терзиев (1952 – 1976), Димитър Капитанов (1976 – 1977), Петър Чергиланов (1977 – 1989).
След закриването на Държавна сигурност през 1990 година ВКР става управление на Министерството на отбраната, през 1999 – 2008 година е част от Служба „Сигурност - военна полиция и военно контраразузнаване“, а след това е включено в новосъздадената Държавна агенция „Национална сигурност“.

#### „Научно-техническо управление“
Техническото (Научно-техническо) управление, номерирано до 1986 г. като Четвърто управление, има за задача да разработва, поддържа и предоставя на оперативните управления използваната в тяхната дейност специализирана техника. За пръв път подобна структура е създадена през 1946 г. – радиотехническа служба, която се занимава с телефонно подслушване и проверяване на писмената кореспонденция (перлюстрация). През 1947 г. тази служба е разширена в Техническо отделение. Впоследствие са създадени няколко подобни структури, административно подчинени на различни звена от Държавна сигурност. През този период тяхната основна функция е проверката на кореспонденцията, но те се занимават също с криптиране на документация, поддръжка на правителствени телефонни линии, радиовръзки с българските посолства в чужбина и други.
През 1949 г. всички технически служби на Държавна сигурност са обединени в Отдел VI „Технически“, но малко по-късно от него са отново отделени няколко специализирани служби. В отдела остава дейността по радиоразузнаване, радиоконтраразузнаване, телефонно и микрофонно подслушване.
През 1962 г. отделът е превърнат в Четвърто управление. Освен него в структурата на Държавна сигурност от 1962 г. с техническа поддръжка се занимават и три самостоятелни отдела – Втори отдел (външно наблюдение и проучване), Трети отдел (картотека и архив; от 1986 г. – Управление „Информация и архив“) и Четвърти отдел (шифров). През 1986 година управлението спира да се нарича Четвърто, като този номер започва да се използва от стопанското контраразузнаване.

#### „Контраразузнавателно обслужване на икономиката“
Икономическото контраразузнаване до 1986 г. е част от Второ главно управление, а през 1986 г. е обособено като самостоятелно Четвърто управление („за контраразузнавателно обслужване на икономиката“). Първоначално е сформирано, за да контролира държавните предприятия, много от които при опитите за стопанска либерализация в началото на 80-те години получават възможност за преки контакти с чужди контрагенти, както и за да следи за политическите настроения сред работниците и за дейността на чуждите предприятия с дейност в България. В средата на 80-те години негова основна дейност вече е организирането на нелегална външнотърговска дейност.
Четвърто управление участва активно в контрабандата на злато, чужда валута, битова техника, цигари, напитки, наричана „скрит транзит“. То ръководи нелегалния реекспорт на оръжие и боеприпаси, извършван от Кинтекс и дъщерните му предприятия, както и износа на „медикаменти, намиращи се под контрола на Международната здравна организация“.
След обособяването на Четвърто управление негов началник е Кирил Величков.

#### Управление за безопасност и охрана
Още от самото създаване на Държавна сигурност в нейния състав има служба за охрана, която първоначално е отговорна главно за сигурността на царския дворец. През 1948 г. тя е обособена в Отдел V, който се грижи за личната безопасност на членовете на Политбюро на ЦК на БКП и на правителството. През следващата година е създаден Отдел VIII, който трябва да организира транспорта, осигуряването с жилища и специалното снабдяване с потребителски стоки и обзавеждане на висшето партийно и държавно ръководство.
Дейността на отдела по снабдяване е обект на постоянно внимание на най-висшето партийно ръководство, а работата му и обхвата на привилегированите лица са подробно регламентирани с множество нормативни актове. Размерът на финансираните от държавата привилегии е огромен. Така например през 1951 г. членовете и кандидат-членовете на Политбюро могат да ползват всяко тримесечие текстилни стоки за 60 хиляди лева и колониални стоки за 60 хиляди лева (за сравнение по това време средната месечна пенсия е 200 лева). В допълнение към това висшето партийно ръководство разполага с безотчетни фондове от бюджета на ЦК на БКП, например първият секретар през 1958 г. – в размер на 20 хиляди лева.
Управлението осигурява на висшата номенклатура на режима разнородни услуги на занижени и често символични цени – строителни ремонти, доставка на обзавеждане, автомобили и резервни части от страната и чужбина, чистачки, камериерки и фризьорки, пране и химическо чистене, шивашки и тапицерски услуги, производство и доставка на чисти храни.
През 1951 г. Отдел V и Отдел VIII са обединени във Второ управление, което през 1962 г. е преименувано в Пето управление (Управление за безопасност и охрана; УБО). От средата на 50-те години до 1968 г. УБО се ръководи от Димитър Гръбчев, от 1968 до 1986 г. – от Илия Кашев, а от 1986 до промените през 1989 г. от ген. Георги Милушев.
След разделянето на Държавна сигурност УБО става основа за днешната Национална служба за охрана.

#### Политическа полиция
Шесто управление води началото си от отделението за вътрешна сигурност в основаната през 1925 година Държавна сигурност. В първите десетилетия от съществуването си има сравнително ограничена дейност, насочена главно срещу крайната левица, най-вече забранената през по-голямата част от периода Българска комунистическа партия.
Политическата полиция бързо се разраства с установяването на тоталитарния комунистически режим след Деветосептемврийския преврат от 1944 година. Непосредствено след преврата тя изцяло се реорганизира по съветски образец. С превръщането на Държавна сигурност в самостоятелна дирекция през 1947 година получава наименованието Първи отдел (за борба с бандитизма и вътрешната реакция), а от 1950 година е Трето управление (секретно-политически, понякога наричано и „управление за борба с контрареволюцията“). В периода 1963 – 1967 година е част от Второ главно управление.
През 1967 г., след подобна реорганизация на съветския КГБ, те са обособени в самостоятелно Шесто управление „за борба с идеологическата диверсия, контрареволюционните, националистически и други противодържавни прояви в страната“. Негова основна задача е контролът на потенциално критичните към режима групи, някои от които с относително голямо влияние върху общественото мнение – интелигенцията, младежта, религиозните и етническите малцинства.
До 1979 г., когато е обособена в самостоятелно Седмо управление – Централно информационно-аналитично организационно управление, Централната информационно-аналитична служба е част от Шесто управление.
Към 1980 година Шесто управление има следните отдели:
- Първи отдел – художествено-творческата и научната интелигенция и средствата за масова информация
- Втори отдел – младежта, спортните организации и студентите
- Трети отдел – духовенството, евреите, арменците, белоемигрантите, паметниците на културата
- Четвърти отдел – про-турски и про-югославски национализъм, турската интелигенция и студенти
- Пети отдел – „Контрареволюционни остатъци“, като земеделци и социалдемократи, контрол на затворите
- Шести отдел – „Антидържавни прояви“[54]
- Седми отдел – тероризъм, бягства от страната, анонимна дейност, издирване на лица
- Осми отдел – информационен анализ

Тази структура се запазва в общи линии през 80-те години, като основната промяна е обособяването на Девети отдел за средствата за масова информация.
След разделянето на Държавна сигурност през 1990 година Шесто управление е наследено от Главна дирекция за борба с организираната престъпност.

#### „Следствие-ДС“ и „ГСУ-МВР“
Следствието представлява структурата, която затваря кръга от дейности на Държавна сигурност от засичането на дадена „противодържавна“ проява до налагането на съответното наказание. Следствието често е класифицирано като част от помощните структури на ДС.
След преврата на 9.IX.1944 г. една от непосредствените задачи на Отдел Държавна сигурност е да води борба със свалените от власт „фашистки елементи“, като бъдат своевременно разкрити, издирени, разследвани и предадени на Народните съдилища.
През 1944 и 1945 в ДС няма специално обособен следствен апарат. Задачите по линия на следствието се решават от непосредствено натоварени за всяка задача оперативни работници (ОР). През 1945 година е организирана специална група от оперативни работници, те имат за цел да издирват и задържат лица подлежащи на следствие. Следствието се провежда от ОР от отделенията в зависимост от „вражеската дейност“ на лицето. В края на 1945 г. е създадена „Следствена служба“ при отдел ДС. Като такава те продължава своята дейност до реорганизацията на ДНМ през 1947 година. Със заповед № 489-II от 23.V.1947 г. към ДДС се създава отдел IV-ДС в който влиза и следствено отделение. Служба следствена прераства в отделение „следствено“ и влиза в състава на отдела със следната структура.

Отдел IV-ДС

Отделение следствено
- Група I – води следствия по линия на контраразузнаването
- Група II – води следствия по линия на контрареволюцията
- Група III – води следствия по линия на разузнаването
- Дежурна група – извършва арести, обиски, проследявания и др.

В състава на отдел IV-ДС, отдел „следствен“ остава до 1949 година.
Съгласно писмо на ДДС-Централно управление под № 97-С от 14.II.1949 г., отдел IV-ДС е разформирован а отделение „следствено“, прераства в самостоятелен отдел VII-ДС следствен. Като отдел VII-ДС следствието провежда своята дейност до 1952 г. През 1952 г. отново в структурата на ДС настъпват някои изменения. Със заповед № 89 от 19.IV.1952 г. отдел VII-ДС следствен е преномериран като „Отдел I-ДС следствен“.
Структура на Отдел I-ДС следствен:
- Отделение I – води следствия по шпионаж.
- Отделение II – води следствия по контрареволюционни организации.
- Отделение III – води следствия по централен терор, вредителство, диверсия и саботаж.
- Отделение IV – разследва произшествия, води агентурна работа сред надзирателския състав, охраната на затвора и др.
- Отделение V – оказва помощ, контролира и ръководи следствената работа във всички следствени служби в поделенията от центъра.
- Отделение „Охрана и арест“ – охрана и изолация на задържаните в отдела и по домакинските въпроси на отдела.
- Група отчетност – води отчетността на отдела.
- Отделение VI – оказване на помощ и контрол по линия на следствието в окръжните управления.

Заедно с отдел следствен, следствени отделения и отдели има и при следните централни поделения на ДС:
- Следствено отделение при отдел I-ДС
- Следствено отделение при отдел II-ДС
- Следствено отделение при управление V-ДС
- Следствено отделение при отдел РПА
- Следствено отделение при отдел IX-ДС
- Следствено отделение при особена инспекция
- Следствено отделение при управление III-ДС
- Следствено отделение при управление IV-ДС

Следствените служби при отделните поделения съществуват няколко години, като постепенно техните функции са поети от отдел I-ДС следствен. Според промяната на оперативната обстановка в страната, линиите на водене на следствените дела търпят някои леки изменения.
Със заповед № I-2560 от 8.VII.1963 г. отдел I-ДС следствен преминава към КДС при МВР.
Структурата на отдела през 1963 година е следната:
- Отделение I – разследване на дела по шпионаж и военни престъпления.
- Отделение II – разследва дела по „изменници на родината“ (ИР) (бегълци и невъзвращенци).
- Отделение III – разследва дела по нелегални групи, вражеска агитация и произшествия.
- Отделение IV – филтър.
- Секретариат и информация
- Отделение „Охрана и арест“

През 1964 г. с цел подобряване на работата на отделение IV „Филтър“ същото преминава към отделение 02. Отделението разследва дела на „ИР“, както и на „прибежчиците“ които са основната група от лица преминаващи през „филтъра“ на следствието.
През 1965 г. с цел подобряване то на информационно-аналитичната дейност, „информация“ се отделя от „секретариат“ и се обособява самостоятелна група за „информация и анализ на следствената работа“.
С МЗ № I-4220 от 14.X.1966 г. се обособява отделение 04при 01 отдел ДС за ръководство, оказване помощ на следствената работа в окръжните управления и анализ на следствената работа.
С МЗ № I-4332 от 12.IX.1968 г. се създава ново отделения 05 – оперативно-техническо, за по-добра организация на агентурно-оперативната работа по камерното разработване на подследствените лица.
С МЗ МЗ № I-688 от 5.II.1969 г. е създадено отделение 05 за „Информация и анализ“. В щата на отдел I-ДС за 1969 г., отделение оперативно-техническо и отделението за контрол и оказване помощ по следствената работа в окръжните управления приемат номерация съответно 04 и 06.
На 30.X.1969 г. Министърът утвърждава създаването на четири следствени отделения:
- Отделение 01 – по контрашпионажа.
- Отделение 02 – измяна, терор, ПАП, антидържавни групи и организации.
- Отделение 03 – по разследване на противодържавни престъпления във въоръжените сили и строителни войски.
- Отделение 04 – за разследване на дела за противодържавни престъпления в икономиката.[21]

През 1970 г. с МЗ е създадено отделение 05 – специално, за разследване на чужденци.
Отделът се изгражда и работи на принципа на линейност и специализация. Изпълнява както процесуални така и оперативни функции. Задачите му са следните:
1. Организира провеждането на предварително следствие по линия на ДС на територията на цялата страна.
2. Организира охраната, режима и изолацията на задържаните за следствие в ДС лица.
3. Води справочна картотека на задържаните по линия на ДС лица за цялата страна.
4. Организира набирането и обработката на постъпващата информация, анализира и обобщава причините за извършване на престъпления.
По оперативната работа:
1. Организира и провежда камерна разработка на задържаните по линия на ДС лица.
2. Използва оперативно-технически мероприятия.
3. Отделът съдейства на съответните поделения на ДС в провеждането на активни мероприятия и вербовки.
Провежда мероприятия по линия на общата и индивидуалната профилактика.
Съществена реорганизация на структурата на следствието е извършена през 1979 година, когато със заповед № I-10 от 19.I.1979 всички следствени структури в МВР са обединени в Главно следствено управление, което получава абревиатурата ГСУ-МВР. В новата структура съществуват две основни направления – следствие по линия на Държавна сигурност и следствие по линия на НМ. През 1984 към ГСУ са присъединени и окръжните следствия и то получава следната структура:
Направление Държавна сигурност
- Отдел 01 – Предателство и шпионство
- Отдел 02 – Измяна, вредителство и противодържавна агитация
- Отдел 03 – Разследване на престъпления, извършени от военнослужещи

Основното направление в работата на ГСУ-МВР е именно по ДС и по-голямата част от работещите в тази институция следователи са се занимавали именно с дела, инициирани от оперативните управления на ДС.

## Организация на дейността
В организацията на Държавна сигурност са обособени няколко отделни метода, чрез които службата извършва своята дейност: агентура, картотека, проучване, проследяване, оперативна техника, операции и следствие.

### Политически репресии и пропаганда
ДС е държавна структура в рамките на Комунистическа България, чиято дейност има ясно изразени белези на политическа репресия, насочена към потискане, ограничаване или пряко нарушаване на основни граждански права и свободи. Службите организират т. нар. активни мероприятия – насилствени действия, включително въдворяване и изселване, с чиято помощ трябва да бъде гарантирана властта на Българската комунистическа партия и да бъдат защитени интересите на свързания с партията т. нар. червен елит. Много често тези действия, извършвани в нарушение на гражданските права и свободи, или остават скрити от обществеността, или се представя тяхна изкривена версия с помощта на средствата на пропагандата, много активна по това време. В характерната за режима комунистическа фразеология събитията се обобщават като борба с „империалистическите шпиони“, „народните врагове“, „враговете на партията“ и „вражеските елементи“. Създават се специални структури в ДС, които трябвало да следят и контролират интелигенцията, духовенството, оцелелите представители на управлението до 1944 г., наричани „бивши хора“, както и специално отделение, разработвало младежта. Сред документите на ДС има агентурно-оперативна разработка от август 1959 г. по „Враждебна младеж“, която трябвало, цитат: „да установи действителния враждебен контингент и се осигури активното му разработване“. Службите посочват точен брой на младежи, уличени във „вражеска дейност“. Част от тях са се „проявили“ при опит да напуснат нелегално България, други – при писане и разпространение на „вражески листовки“. През 1957 г. 106-а от тях са осъдени и изпратени в трудово-възпитателни общежития (ТВО), а през следващата 1958 г. – 72 са осъдени и изпратени в ТВО. По това време съществува най-големия лагер за политически противници – лагерът в Белене.
Активни мероприятия на Държавна сигурност са събития като:
- Възродителният процес, започнал от края на 60-те – с това име е известна насилствената асимилация, която социалистическата власт в България предприема срещу турското малцинство, живеещо главно в Източните Родопи (в областите Хасково и Кърджали), а също и в Западните Родопи, както и в някои от североизточните региони на страната. Репресивните действия са свързани най-вече със смяната на имената им, а през лятото на 1989 г. се стига до масово изселване на голяма част от българските турци, известно като „Голямата екскурзия“.
- Отвличането и убийството на Борис Арсов през 1974 г.
- Убийството на писателя Георги Марков (септември 1978 г.) и опитът за покушение срещу журналиста Владимир Костов (август 1978 г., дни преди убийството на Георги Марков).

Многократно повдиган от международната общност е въпросът за ролята на ДС в трафика на оръжие, наркотици, алкохол, цигари, злато, сребро и антики от и през България. Именно във връзка с това е широко разпространено мнението, че организираната престъпност в страната след 1990 е създадена от генералите на разпуснатите служби. Затова отварянето на архивите се смята от много хора за единствения начин да се разкрие системата на организираната престъпност в България и да се вземат наказателни мерки срещу ключови фигури, участвали в създаването им.
Държавна сигурност е пряко свързана със съветските служби за сигурност КГБ.

### Агентура
Основни категории секретни сътрудници на Държавна сигурност:
- Агент – Агентът е основна категория секретен сътрудник, който притежава необходимите субективни качества и обективни възможности за решаване на конкретни задачи по разкриването, предотвратяването и пресичането подривните действия на външния противник и враждебно-престъпните елементи в страната, главно чрез проникване или внедряване в техните среди, или близкото им обкръжение.[67] Агентите се разделят на няколко групи – вътрешни агенти (внедрени във вражеска организация), агент-маршрутници (изпращани в дадено населено място, за да се опита да се свърже с местни лица), агент-вербовчици (подготвящи или извършващи вербуване на сътрудници на ДС) и агенти за връзка (посредници при контактите със законспирирани агенти).[68]
- Резидент – Резидентът е високо квалифициран и надежден сътрудник на органите на Държавна сигурност, чиято основна задача е да ръководи, възпитава и обучава агенти и доверени лица.[69] В голямото си мнозинство резидентите са членове на БКП.[70]
- Съдържател на явочна квартира – Съдържател на явочна квартира е секретен сътрудник на органите на Държавна сигурност, който доброволно им е предоставил намиращи се на негово разположение жилищни или други помещения за срещи с агенти и резиденти.[71]
- Съдържател на конспиративна квартира – Съдържател на конспиративна квартира е секретен сътрудник, който служи за прикритие на жилищни или друго помещение, с което се разпореждат органите на Държавна сигурност за срещи с ценни агенти и провеждане на оперативно-технически и други мероприятия.[72]
- Доверено лице – Доверените лица са патриотично настроени български граждани – членове на БКП, БЗНС, ОФ и ДКМС и честни безпартийни, които притежават лични и делови качества – честност, обективност и възможности да подпомагат органите на ДС при изпълнение на стоящите пред тях контраразузнавателни и други задачи, които умеят да различават сигналите, проявите и фактите, заслужаващи вниманието на органите на Държавна сигурност.[73]
- Информатор[74] – използван за наблюдение на дадена обществена среда, конкретни заподозрени лица или стопански обекти. Информаторите се разделят на няколко групи – по обектово и линейно използване, противодиверсионни, квартирни, за издирване на държавни престъпници, по охрана на държавната тайна и по проучване.[70]

### Кадрова политика
В подбора на служителите си през целия комунистически период Държавна сигурност следва един основен принцип – те трябва лично или чрез родителите си да са ангажирани с дейността на БКП преди Деветосептемврийския преврат, което е разглеждано като гаранция за тяхната политическа лоялност към режима. Поведението на кандидатите преди преврата е подлагано на подробни проверки за прояви на нелоялност, които понякога продължават и дълго след назначаването им. Много кандидати сочат като предимство за назначаването си участието си в „установяването на народната власт“, най-вече в масовите убийства и насилия непосредствено след преврата, както и в чистките в армията след края на военните действия. Наличието на близки роднини, смятани за политически неблагонадеждни, е обичайна пречка за назначение или кариерно развитие. Образованието не играе особена роля при назначаването в Държавна сигурност, като службата се опитва впоследствие да компенсира това с включване на служителите си в специализирани курсове в България и Съветския съюз.
Типичните служители на Държавна сигурност, назначени в годините на създаване и разрастване на службата, са родени през 20-те години в селски семейства и отишли да учат в съседен град, където са ангажирани в дейността на Работническия младежки съюз в края на 30-те години. Партизаните са сравнително малко, тъй като те обикновено получават политически назначения в партийния апарат, а когато попадат в службата обикновено са на ръководни постове. Това поколение служители остава гръбнак на Държавна сигурност до края на режима, като в последните десетилетия заема основните ръководни постове.
През следващите години назначаването на нови служители в Държавна сигурност започва да става само с препоръки от хора в самата служба или в апарата на БКП, като особено предимство се дава на децата на активни борци и служители на Държавна сигурност, както и на вече вербувани нещатни сътрудници. Значителен брой такива служители, определяни от изследователите като второ поколение, са назначени от края на 60-те и през 70-те години. Типичните му представители са родени през 30-те и 40-те години и като цяло имат малко по-добро образователно ниво от първото поколение. За разлика от първото поколение служители, които преминават през няколко тежки вътрешни чистки, проверките при назначаването на служителите от второто поколение са формални, заради обичайните протекции на високопоставени лица.
Голямото мнозинство от служителите на Държавна сигурност са мъже, като през 1970 година около 10% от офицерите са жени. Те заемат главно базови административни длъжности или работят в архива на службата. В някои случаи те са назначени след сключването на брак други щатни служители. Най-високият пост, достигнат от жена в цялата история на службата е на Нанка Серкеджиева, която е дългогодишен ръководител на отдела „Картотека и архив“.
Кариерата на служителите в Държавна сигурност е тясно обвързана с Българската комунистическа партия. В нея или в младежката ѝ организация членуват почти всички служители – например през 1972 година от около 7 хиляди служители 153 са безпартийни и 1 членува в казионния БЗНС, а през 1978 година има само 92 безпартийни. Ключова роля за кариерното им развитие имат характеристиките им от партийната организация, в която членуват, която обикновено е с по-голяма тежест от характеристиките им от служебното им ръководство. Ключовите кадрови назначения, включително всички назначения в чужбина, преминават през съгласуване с Военния отдел на ЦК на БКП. Началниците на управления и по-висшите кадри обикновено заемат и постове в партийната йерархия, в някои случаи също преди и след работата си в службата, но преминаването и на други служители от Държавна сигурност в апарата на БКП и обратно е често срещано.
Вече нтазначените служители на Държавна сигурност обикновено я напускат едва при пенсионирането си, рядко при преместване на друга служба. Случаите на доброволно напускане са единични, а на уволнение – голямо изключение, главно на нови служители, извършили тежки дисциплинарни нарушения. За поддържане на дисциплината службата използва главно формални вътрешни административни наказания, които обикновено се отменят година след налагането им.

### Картотека, проучване и проследяване, оперативна техника
Картотеката на Държавна сигурност е организирана информационна система, съдържаща сведения за наблюдавани и разследвани лица, за агентурата на службата и за архивните дела. Тя играе ключова роля в провежданите агентурно-оперативни мероприятия.
Проучване в Държавна сигурност се нарича негласното събиране на информация за определен човек, която може да се използва за различни цели, включително за вербуване на сътрудници, издирвания и следствия. При проследяването обектът се наблюдава непрекъснато, като се регистрират движението и контактите му.

### Операции и следствие
В работата на Държавна сигурност операции се наричат обиските и арестите, особено масови през 40-те и 50-те години. Те могат да бъдат гласни, секретни (без знанието на засегнатите) или зашифровани (от името на друга служба). Операциите нерядко се извършват в пълен разрез с нормативната уредба, съпътствани са от побоища и мъчения, а в някои случаи се стига до умишлени убийства, които извършителите се опитват да прикрият.
Следствието е завършващ етап на успешните разработки, при който се придава юридическа форма на събраната информация. Следствията на Държавна сигурност често започват без добра предварителна подготовка или сериозни доказателства и се водят без участието на прокуратурата или на адвокати. Обичайно включват тежки изтезания и психически и морален тормоз, като в някои случаи се стига до убийство, самоубийство или тежки психически травми на разследваните.

### Оперативен отчет
В последната строго секретна инструкция за оперативния отчет от 1978, по която ДС функционира до преструктурирането ѝ през 1990, е дадено следното определение за оперативния отчет на ДС:
„Съсредоточаване, регистриране, систематизиране и класифициране в определени териториални предели и по строго установени единни правила, осигуряващи секретност и най-пълно и бързо използване в оперативната работа на сведения и материали за разузнавателните и контраразузнавателните органи на противника, за неговите кадрови разузнавачи и агенти, за задграничните антинародни организации и техните членове, за враждебните елементи вътре в страната, за лицата, които са извършили, извършват или са заподозрени в извършване на вражеска дейност, а също така и за агентурата на органите на Държавна сигурност“.
Държавна сигурност организира работата си в дела, които се разделят на няколко основни категории:
- Дело за оперативна проверка (лично и групово) – ДОП: образува се при откриването на оперативна проверка за изясняване на фактически данни, който дават данни за подозиране на лице (лица), че замислят, подготвят или провеждат противодържавна дейност.[21]
- Дело за оперативна разработка (лично и групово) – ДОР: образува се при откриване на оперативна разработка за разкриване, предотвратяване и пресичане подривната дейност на конкретно лице (лица), за което има достоверни данни, че се подготвя, извършва или е извършило престъпление против Народна република България.[21]
- Дело за оперативно издирване – ДОИ: образува се при откриване на оперативно издирване за откриване и залавяне на укриващо се лице, представляващо оперативен интерес за органите на Държавна сигурност, или на неизвестен извършител на противодържавни прояви.[21]
- Дело за оперативно наблюдение – ДОН: образува се при откриване на оперативно наблюдение за контролиране поведението на лица, за които няма данни, че провеждат противодържавна дейност, но поради своя социален произход, служебно и обществено-политическо положение и антинародна дейност преди 9.IX.1944 г. или поради наказания за враждебна дейност след победата на социалистическата революция представляват опасност за сигурността на страната, имат враждебно отношение към социалистическия строй, ползват се с влияние сред вражеските среди и могат в даден момент по собствена инициатива или под влияние на противника да започнат подривна дейност.[21]

## Ръководители
|    | име                           | дати                                 | забележка             |
| -- | ----------------------------- | ------------------------------------ | --------------------- |
| 1. | о. з. полк. Иван Ковачев      | 15 май 1925 – 31 юли 1927            | Директор на полицията |
| 2. | о. з. полк. Григор Преславски | 31 юли 1927 – 22 септември 1932      | Директор на полицията |
| 3. | о. з. подполк. Иван Малинов   | 22 септември 1932 – 20 октомври 1932 | Директор на полицията |
| 4. | Петър Тодоров                 | 20 октомври 1932 – 19 май 1934       | Директор на полицията |
|    | о. з. полк. Иван Ковачев      | 10 февруари 1935 – 18 май 1935       | Директор на полицията |
|    | о. з. полк. Григор Преславски | 1938 – 1939                          | Директор на полицията |
|    | полк. Атанас Пантев           | 1939 – 1940                          | Директор на полицията |
|    | о. з. майор Христо Драголов   | през 1942                            | Директор на полицията |
|    | Маню Георгиев Начев           | до 11 април 1944                     |                       |
|    | Павел Димитров Павлов         | ?                                    |                       |
|    | подполк. Сава Куцаров         | юли 1944 – септември 1944            | Директор на полицията |
|    | Димо Дичев                    | 1944 – 1947                          |                       |
|    | Руси Христозов                | 28 април 1947 – 6 август 1949        |                       |
|    | Иван Райков                   | 1949 – 1951                          |                       |
|    | Георги Кумбилиев              | 1952 – 1960                          |                       |
|    | Ангел Солаков                 | 1960 – 1969                          |                       |
|    | Мирчо Спасов                  | 1969 – 1973                          |                       |
|    | Григор Шопов                  | 1973 – 1990                          |                       |

### Ръководители на управления и главни управления

#### Първо главно управление
Вижте Първо главно управление.

#### Второ главно управление
Вижте Второ главно управление.

#### Трето управление
Вижте Трето управление.

#### Четвърто управление
Вижте Четвърто управление.

#### Пето управление (УБО)
Вижте Управление за безопасност и охрана.

#### Шесто управление
Вижте Шесто управление.

#### Оперативно-техническо управление (Използване на СРС)
- Петър Барбалов (1985 – 1989)

### Ръководители на самостоятелни отдели

#### Отдел I – Следствен
Създаден през 1952 г. след преименуване на отдел VII. От 1963 г. е прехвърлен към Комитета за държавна сигурност при МВР. Съществува до 1979 г., когато е изведен от състава на Държавна сигурност и наименуван Главно следствено управление към МВР.
- Генерал-майор Никола Ангелов – 1952 – 1956
- Генерал-майор Димитър Капитанов – 1956 – 1962
- Генерал-майор Тодор Радулов – 1965 – 1973
- Полковник Димитър Симов от 1974
- Генерал-майор Георги Кръстев до 1979

#### Отдел II
Съществува от 1969 до 1990 г. и отговаря за проследяване и проучване
- Кирил Нешев – 1969 – април 1977
- Полковник Сава Джендов – 18 април 1977 – 6 юни 1985
- Михаил Костадинов – 6 юни 1985 – 5 февруари 1990 г.
- Божидар Антонов – 5 февруари – 1 май 1990

#### Отдел III
Съществува от 1951 до 1990. Отговаря за картотеката. Наследник на отдел XIV (1951 – 1952 г.) и отдел VIII (1952 – 1963 г.).
- Полковник Нанка Серкеджиева – 1963 – февруари 1990
- Генерал-майор Петко Кипров – 14 март – 1 юни 1990

#### Отдел IV
Съществува от 1969 до 1990 г. Отговаря за радиоразузнавателна, радиоконтраразузнавателна и шифровъчна информация.
- Р. Първанов 1969 – 1983
- Людмил Маринчевски – 21 май 1983 – 4 януари 1987

#### Отдел V
Съществува от 1969 до 1990 г. Мобилизационен отдел.
- Полковник Баръмов от 1969
- Полковник Гечковски
- Генерал Грозю Грозев до 1990

#### Отдел VII
Отговаря за следствието. Съществува от 1949 до 1952 г. От 1952 г. е преименуван на отдел I – следствен.
- Полковник Никола Дворянов – 1949 – 1951
- Генерал-майор Никола Ангелов – 1951 – 1952

#### Отдел XII
Отговаря за борбата с горяните. Съществува от 1950 до 1954.
- генерал-майор Веселин Райков – 1950 – 1954

## Изследвания на ДС

### Музей на ДС
През септември 2011 г. Държавна агенция „Архиви“ обявява инициатива да бъде създаден музей на Държавна сигурност в подземието на сегашната ѝ сграда на ул. „Московска“ 5, която от 1944 до 1972 г. е използвана от Софийското управление на МВР и от Комитета за държавна сигурност (КДС).
„Музей или възпоменателно място?“ това е един от отзивите на тази инициатива, изразен от председателят на Съюз „Истина“ Стоян Райчевски, който споделя пред „Дневник“, „че идеята е похвална, но не бива да се нарича музей, защото адекватният смисъл е на възпоменателно място, както се наричат в Германия документалните експозиции в бараките на някогашните концентрационни лагери“.

### Документални сборници
През 2010 г. е издаден документалният сборник „Държавна сигурност – структура и основни документи“, съдържащ основните устройствени материали за ДС, утвърждавани от Политбюро на ЦК на БКП. По този начин Комисията по досиетата разкрива тясната взаимовръзка на ДС с висшето партийно ръководство. Това е важно, защото понякога ДС погрешно се разглежда като самостоятелно звено, без да се покаже, че тя е репресивна система, изпълнявала задачи на Политбюро и Секретариата на ЦК на БКП и е превърната в политически инструмент.
Комисията по досиетата продължава да публикува голям брой материали в серия сборници „Из архивите на ДС“, които разкриват дейността на ДС сред различни групи граждани и в различни области от живота на Народна Република България.

## В популярната култура
- „Екзекуторът“, роман от Стефан Кисьов